# Tais-toi !
Tais-toi ! (Ruby y Quentin: Dije que te calles! en Argentina y ¡Que te calles! en España) es una película francesa dirigida por Francis Veber y protagonizada por Jean Reno y Gérard Depardieu. Fue estrenada el 22 de octubre de 2003 en Francia, y el 20 de agosto de 2004 en España.

## Sinopsis
Quentin, un tonto que vuelve loco a todo el mundo con su parloteo incesante, es detenido después de un atraco y acaba compartiendo celda con Ruby. Ruby, es un despiadado gánster sin escrúpulos, quien es arrestado por robar veinte millones de euros de un camión blindado. Por otra parte, la policía francesa no es su único problema, sino que, también, es perseguido por los hombres de Vogel (el jefe de la mafia francesa), que tratarán, por todos los medios, averiguar dónde escondió el dinero. A pesar de que Ruby no quiere saber nada de Quentin, éste intenta ser su amigo.
Ruby, por otro lado, intenta, por todos los medios, escapar del centro penitenciario en el que se encuentra. Primero, porque quiere matar a Vogel, autor de la muerte de la mujer que amaba; segundo, para tomar el dinero y escabullirse. La oportunidad de escapar ocurre con Quentin, quién perseguirá a Ruby hasta la locura, convencido de que este último le devolverá su afecto.
Después de un audaz escape del centro psiquiátrico donde son atendidos, Ruby y Quentin se encuentran en las calles francesas con una gran cantidad de policías pisándoles los talones. Después de intentar, por todos los medios, deshacerse de Quentin, alegando que él (Quentin) es un policía encubierto, Ruby intenta irse, pero el tenaz y hablador Quentin, no cede y no deja de lado a su amigo del alma.
Ruby será atendido por Quentin, ya que tiene una bala en el hombro derecho, mientras se refugian en un restaurante viejo y abandonado. Quentin repetirá, por enésima, vez su sueño de abrir un restaurante con Ruby, y llamarlo "Los dos amigos". Mientras tanto, también conocerán a Katia, una chica clandestina de Albania que se parece mucho a la mujer asesinada por Vogel. 
Durante la noche, Quentin saca el teléfono celular de la chaqueta de Ruby y contacta a Vogel, pidiéndole dinero a cambio del paradero de Ruby. Al día siguiente, Ruby acompaña a la joven a alquilar una habitación y le da algo de dinero. En ese momento, la chica le revela a Ruby que Quentin había telefoneado, por la noche, a un tipo llamado Vogel y que había concertado una cita con él.
Ruby, conociendo el plan de Quentin (atraer a los hombres de Vogel, permitiendo así, que Ruby llegue a la casa de este último) se apresura a llegar al restaurante, donde Quentin está a merced de los matones de Vogel. Después de haberlos enfrentado, Ruby le dirá a Quentin que su plan fue brillante y que lo desarrollarán más. Los dos llegan a la residencia de Vogel, dando lugar a un tiroteo en el que Ruby estaría a punto de ser asesinado. Sin embargo, Quentin llega en el último momento para salvarlo, asesinando a Vogel.
Quentin es herido en la espalda, debido a un disparo cometido por Vogel, momentos antes de morir, Quentin se recupera completamente cuando Ruby le dice que sí quiere abrir un restaurante con él. Mientras planifican el menú, el Comisario Vernet y sus hombres, se reúnen con ellos, Quentin declara que han matado a Vogel, pero que tendrán que liberarlos pronto, ya que tendrán que hacer algo juntos.

## Intérpretes
- Jean Reno — Ruby
- Gérard Depardieu — Quentin
- Richard Berry — Comisario Vernet
- André Dussollier — Psiquiatra
- Jean-Pierre Malo — Vogel
- Jean-Michel Noirey — Lambert
- Laurent Gamelon — Mauricet
- Aurélien Recoing — Rocco
- Vincent Moscato — Raffi
- Ticky Holgado — Martineau
- Michel Aumont — Nosberg
- Leonor Varela — Katia/Sandra
- Loic Brabant — Jambier
- Edgar Givry — Vavinet
- Adrien Saint-Joré — Adolescente

## Localizaciones
Fue rodado en el Hôtel d'Avaray.
- Datos: Q749169